# Bataille de Yamazaki
 (septembre 2016).
La bataille de Yamazaki (山崎の戦い, Yamazaki no tatakai) se tient en 1582 à Yamazaki au Japon, dans ce qui correspond de nos jours à la préfecture de Kyoto. Cette bataille est parfois appelée « bataille du mont Tennō » (天王山の戦い, Tennō-zan no tatakai).
Lors de l'incident du Honnō-ji, Akechi Mitsuhide, un des vassaux d'Oda Nobunaga, l'attaque tandis qu'il se repose au Honnō-ji et le contraint au seppuku. Mitsuhide s'empare ensuite du pouvoir et de l'autorité de Nobunaga dans la région de Kyoto. Treize jours plus tard, Toyotomi Hideyoshi rencontre Mitsuhide à Yamazaki et le défait, venge son maître Nobunaga et s'arroge le pouvoir et la puissance de Nobunaga pour lui-même.

## Préparations pour la bataille

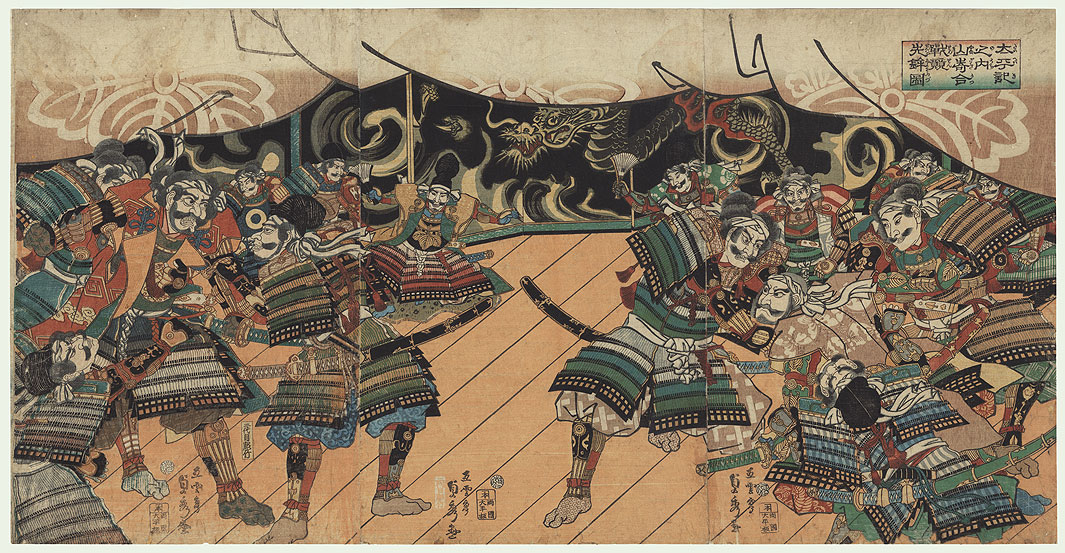
Conseil de guerre avant la bataille de Yamazaki, Utagawa Sadahide (1807-1873).

À la mort de Nobunaga, Hideyoshi est occupé à lutter contre le clan Mōri. Après avoir trahi et défait Nobunaga au Honnō-ji, Mitsuhide envoie un courrier aux Mōri. La lettre contient une demande d'alliance pour écraser Hideyoshi, mais le messager de la lettre est capturé par les forces de Hideyoshi et l'intrigue révélée.
Lorsqu'il apprend que Nobunaga a été tué et que Akechi Mitsuhide s'est emparé de ses possessions, Toyotomi Hideyoshi négocie immédiatement un traité de paix avec les Mōri et s'attache à rester prudent pour garder secrète la mort de Nobunaga. Une fois le traité assuré, il mène ses troupes à marche forcée vers Kyoto, avec une moyenne de 30 à 40 km par jour.
Akechi Mitsuhide contrôle deux châteaux (Shōryūji et Yodo) dans la région de Yamazaki. En raison de son manque d'hommes pour la bataille imminente avec Hideyoshi, il tente de gagner le cœur des habitants de cette région afin d'obtenir plus de troupes. Toutefois, ses appels à Hosokawa Fujitaka sont infructueux et  il ne peut donc pas ajouter de force significative à ses propres troupes.
Moins de deux semaines après la trahison de Mitsuhide, l'armée de Hideyoshi arrive enfin et attaque les forces en nombre inférieur de Mitsuhide à Yamazaki. Apprenant la taille de l'armée de Hideyoshi et ne voulant pas être pris dans un château avec sa force divisée, Mitsuhide décide de se préparer pour la bataille quelque part au sud. En raison de sa position entre une rivière et une montagne, Yamazaki fournit à Mitsuhide des points d'étranglement qui peuvent atténuer le nombre d'ennemis que ses forces peuvent affronter à tout moment.
Pendant ce temps, Hideyoshi décide qu'une zone boisée appelée Tennōzan, juste à l'extérieur de la ville de Yamazaki, est la clé pour le contrôle stratégique de la route de Kyoto. Il envoie un détachement commandé par Nakagawa Kiyohide pour sécuriser cette zone, alors qu'il mène lui-même la majorité de l'armée de Yamazaki. Ses forces s'installent sur la montagne et acquièrent un avantage significatif.
Mitsuhide arrange son armée derrière une petite rivière, la Enmyōji-gawa, qui fournit une excellente position défensive. Cette nuit-là, les hommes de Hideyoshi envoient un certain nombre de ninjas dans le camp de Mitsuhide, mettant le feu à des bâtiments et plus généralement provoquant la peur et la confusion.

## La bataille
Le lendemain matin, le combat principal s'engage tandis que les hommes de Hideyoshi commencent à se former le long de la rive de la Enmyōji-gawa opposée à l'ennemi et une partie des hommes de Mitsuhide traversent la rivière, cherchant à se frayer un chemin jusqu'à la colline boisée de Tennōzan. Ils sont repoussés par le feu des arquebuses, aussi Hideyoshi se sent-il suffisamment en confiance pour lancer l'aile droite de ses forces à travers la rivière dans les lignes de front de Mitsuhide. Ils progressent et sont bientôt rejoints par l'aile gauche, avec le soutien du haut de Tennōzan. La majorité des hommes de Mitsuhide s'enfuient, à l'exception des 200 hommes commandés par Mimaki Kaneaki, qui chargent et sont détruits par les forces plus importantes de Hideyoshi.
Bientôt, la panique s'installe au sein de l'armée Mitsuhide et l'armée de Hideyoshi la poursuit vers Shōryūji. Mitsuhide s'enfuit plus loin vers la ville de Ogurusu où il est capturé par des bandits et tué. Une rumeur se propage qui veut que Mitsuhide a été tué par un paysan guerrier du nom de Nakamura avec une lance de bambou mais, selon d'autres rumeurs, il n'a pas été tué mais a commencé une nouvelle vie en tant que prêtre appelé Tenkai.
Hideyoshi utilise cette victoire comme un tremplin pour prendre le contrôle des anciens territoires de Nobunaga et finalement de tout le Japon.

## Dans la culture populaire
- La bataille de Yamazaki est la dernière étape d'Akechi Mitsuhide et la première étape de Toyotomi Hideyoshi dans Samurai Warriors 2.

- La bataille est aussi la base du film d'arts martiaux Shogun Ninja de Sonny Chiba.

- Sous le nom de bataille de Kyoto, la bataille de Yamazaki fait l'objet d'un scénario jouable dans Age of Empires II.

## Source de la traduction
- (en) Cet article est partiellement ou en totalité issu de l’article de Wikipédia en anglais intitulé « Battle of Yamazaki » (voir la liste des auteurs).